# Juan Bernat Velasco
Juan Bernat Velasco (Cullera, 1 de març del 1993) és un futbolista professional valencià que juga com a lateral esquerre.
Format a les categories inferiors del València CF, on ingressà el juliol del 2000, debutà en primera divisió en jugar la primera jornada del campionat de Lliga 2011-12 contra el Ràcing de Santander, de la mà d'Unay Emery. El juliol de 2014 es va anunciar el seu fitxatge pel FC Bayern de Múnic de Josep Guardiola, procedent del València CF, a canvi de deu milions d'euros, i per cinc temporades. L'agost de 2018, va fitxar amb el Paris Saint-Germain FC, jugant a la final de la UEFA Champions League 2020 la qual va perdre contra el seu antic equip, el Bayern de Múnic. Va patir una lesió al lligament encreuat anterior el setembre del 2020 que el mantindria fora durant més d'un any. Després de tornar a jugar el 2021, va estar cedit al SL Benfica i Vila-real CF abans d'unir-se al Getafe el 2025.

## Carrera de club

### València
Nascut a Cullera, País Valencià, Bernat va ser un producte del sistema juvenil valencià. Va debutar com a sènior amb només 17 anys, apareixent amb els filials a Tercera Divisió i ajudant-los a tornar a Segona Divisió B. Va ser portat a l'equip principal per a la pretemporada del 2011, marcant en una victòria a casa per 3-0 contra l'Sporting CP, i va obtenir un contracte professional fins al 2015 poc després.
Bernat va debutar amb el primer equip del Che en una victòria a casa per 4–3 de la Lliga davant el Racing de Santander el 27 d'agost de 2011; va començar el partit i va ser substituït a la mitja part, amb el marcador de 2-1 per als visitants. La seva segona aparició a la Lliga va tenir lloc el 22 de gener de 2012 en un empat 1-1 a l'Osasuna, substituint Jonas al minut 57. Va continuar jugant amb regularitat als B's a la tercera categoria.
Bernat va marcar el seu primer gol oficial amb el València el 28 de novembre de 2012, marcant l'últim gol del seu equip en una derrota a casa del Llagostera per 3-1 a la Copa del Rei d'aquella temporada (5-1 global). Va aconseguir el primer gol de la lliga aproximadament un any després, arribant des de la banqueta per a l'empat per 1-1 a l'Elx (final derrota per 2-1).
A partir del 2013, Bernat va començar a ser utilitzat com a lateral esquerre.

### Bayern de Múnic
El 7 de juliol de 2014, Bernat va fitxar pel FC Bayern de Múnic amb un contracte de cinc anys. Va debutar el 13 d'agost, jugant la totalitat de la derrota per 2-0 davant el Borussia Dortmund a la DFL-Supercup, i va jugar el seu primer partit de la 1. Bundesliga nou dies després, una victòria a casa per 2-1 contra el VfL Wolfsburg.
Poc després de ser classificat en primer lloc a Outside of the Boot's Talent Radar Top 20 Young Players of 2014, Bernat va marcar el seu primer gol competitiu per als bavaresos, però en una derrota per 4-1 a Wolfsburg el 30 de gener de 2015.

### París Saint-Germain
El 31 d'agost de 2018, Bernat es va unir al Paris Saint-Germain amb un contracte de tres anys, en substitució de Yuri Berchiche, que havia marxat a l'Athletic Club. El seu debut a la Lliga 1 es va produir el 14 de setembre en un partit a casa contra el Saint-Étienne, i va jugar els 90 minuts complets en una victòria per 4-0. Va marcar el seu primer gol competitiu amb l'equip el 6 de novembre, en un empat a 1 a casa amb el Nàpols a la fase de grups de la UEFA Champions League; en les següents temporades de la Lliga de Campions, també marcaria contra el Liverpool, el Manchester United FC, el Borussia Dortmund i el RB Leipzig.
El 16 de setembre de 2020, Bernat va patir una lesió del lligament creuat anterior en un partit contra el Metz; es va informar que es perdria sis mesos d'acció. El 16 de març de 2021, va signar una pròrroga per mantenir-lo al club fins al 2025. La seva tornada al joc arribaria més tard del previst inicialment, el 15 d'octubre en una victòria a la Lliga per 2-1 sobre l'Angers al Parc dels Princes.
L'1 de setembre de 2023, Bernat es va unir al Benfica amb un préstec de temporada. Va debutar el 3 d'octubre, començant amb una derrota per 1-0 a l'Inter de Milà a la fase de grups de la Lliga de Campions. La seva primera aparició a la Primera Lliga va tenir lloc quatre dies després, quan va sortir de la banqueta de David Jurásek al minut 77 d'una victòria fora de casa per 1-0 contra l'Estoril; només va comptar amb set aparicions durant el seu encanteri, sent sovint ferit.

### Vila-real
Bernat va ser cedit al Vila-real CF a la màxima divisió espanyola el 30 d'agost de 2024. El 22 de gener de 2025, el seu traspàs es va fer permanent després que el PSG rescindís el seu contracte.
El 3 de febrer de 2025, Bernat va ser alliberat.

### Getafe
Poc després de deixar el Vila-real, Bernat va fitxar pel Getafe CF amb un contracte fins a final de temporada.

## Palmarès
FC Bayern München
- 4 Lligues alemanyes: 2014-15, 2015-16, 2016-17, 2017-18
- 1 Copa alemanya: 2015-16
- 3 Supercopes alemanyes: 2016, 2017, 2018

París Saint-Germain
- 4 Ligue 1: 2018-19, 2019-20, 2021-22, 2022-23
- 1 Copa francesa: 2019-20
- 1 Copa de la lliga francesa: 2019-20
- 2 Supercopes franceses: 2019, 2022

Selecció espanyola
- 1 Campionat d'Europa sub-19: 2012